# Европейский университет Кипра
Европе́йский университе́т Ки́пра (греч. Ευρωπαϊκό Πανεπιστήμιο Κύπρου, англ. European University Cyprus) — частный университет в Никосии, Кипр, который развился из Кипрского колледжа, старейшего высшего учебного заведения на Кипре. Европейский университет Кипра придерживается политики выборочного приёма, основанной на прошлой успеваемости студентов. В настоящее время в учебном заведении обучается более 7500 студентов, и оно выдаёт международно признанные степени бакалавра, магистра и доктора наук. Программы обучения оцениваются на основе Европейской системы перевода и накопления баллов (ECTS).
Европейский университет Кипра заработал репутацию благодаря возможности трудоустройства своих студентов, инвестициям в высокотехнологичные инновации и взаимодействию с промышленностью. Стартап-центр, работающий на базе Microsoft, расположен на территории кампуса и является продолжением давно существующего инновационного центра Microsoft. Он служит источником финансирования и поддержки, способствующим налаживанию партнёрских отношений между предпринимателями и инициаторами в более широком регионе, и открыт для студентов, преподавателей, исследователей, ИТ-специалистов и инвесторов.

## История
Иоаннис Грегориу в 1961 году основал первый бизнес-колледж на Кипре под торговой маркой «Cyprus College». В 2007 году после изменения закона, разрешающего деятельность частных университетов на Кипре, колледж превратился в нынешний Европейский университет Кипра. Все программы бакалавриата, магистратуры и докторантуры были одобрены Кипрским агентством качества (DIPAE) и признаны во всём мире. Европейский университет Кипра сотрудничает с несколькими университетами по всему миру. Он участвует в программе Erasmus+ и позволяет студентам, преподавателям и сотрудникам путешествовать и учиться в нескольких университетах Европы и за её пределами. Президент Билл Клинтон, почётный ректор международных университетов-лауреатов, посетил Европейский университет Кипра в 2012 году, давая консультации по вопросам социальной ответственности, молодёжного лидерства и расширения доступа к высшему образованию.
Европейский университет Кипра является частью Galileo Global Education, крупнейшей в Европе группы высшего образования с сетью из 45 учебных заведений, представленных в более чем 80 кампусах в 13 странах, и более чем 120 000 обучающихся студентов.

## Школы и факультеты
Европейский университет Кипра состоит из пяти школ (англ. Schools):

### Школа гуманитарных, социальных и педагогических наук
- Факультет искусств (англ. Department of Arts)
- Факультет образовательных наук (англ. Department of Education Sciences)
- Факультет гуманитарных наук (англ. Department of Humanities)
- Факультет социальных и поведенческих наук (англ. Department of Social and Behavioral Sciences)

### Школа естественных наук
- Факультет информатики и инженерии (англ. Department of Computer Science and Engineering)
- Факультет медицинских наук (англ. Department of Health Sciences)
- Факультет наук о жизни (англ. Department of Life Sciences)

### Школа делового администрирования
- Факультет бухгалтерского учёта, экономики и финансов (англ. Department of Accounting, Economics and Finance)
- Факультет менеджмента и маркетинга (англ. Department of Management and Marketing)

### Медицинская школа
Студенты обучаются и стажируются на Кипре. Никакой «предмедицинской» курсовой работы не требуется, поскольку программа обучения предусматривает всеобъемлющий, полный тематический блок по фундаментальным наукам. Медицинская школа Европейского университета на Кипре аккредитована Кипрским агентством по обеспечению качества и аккредитации высшего образования (DI.PA.E) и Всемирной федерацией медицинского образования (WFME), одобрена Национальным информационным центром академического признания Греции и внесена в Международный справочник по медицинскому образованию Фонда содействия международного медицинского образования и научных исследований. Нобелевские лауреаты, биохимик Томас Линдал (химия 2015) и биохимик Роберт Хубер (химия 1988) входят в число профессоров медицинской школы. Нобелевский лауреат (химия 2009), биохимик Ада Йонат и биохимик Жан-Мари Лен (химия 1987) являются почётными профессорами школы. В 2017 году школа предложила первую программу обучения стоматологии на Кипре. Медицинская школа официально признана Европейским парламентом и Советом на платформе IMI (Internal Market Information System).
Стоматологическая клиника работает на территории кампуса EUC и используется для обучения студентов-стоматологов с целью приобретения ключевых стоматологических навыков и клинических компетенций.

### Юридическая школа
Юридическая школа Европейского университета Кипра является первой автономной юридической школой на Кипре, учрежденной Юридическим советом Республики Кипр. Это позволяет выпускникам зарегистрироваться в Кипрской ассоциации адвокатов.